# Rory Block
Rory Block (Princeton, 1949. november 6. –) amerikai country blues gitáros, énekesnő.

## Pályafutása
A New Jersey állambeli Princetonban született, Manhattanben nőtt fel. Apjának szandálüzletete volt Greenwich Village-ben az 1960-as években. Baráti viszonyban volt Peter Rowannel, Maria Muldaurral és John Sebastiannal, aki bíztatta, hogy klasszikus gitárt tanuljon. 14 éves korában megismerkedett Stefan Grossman gitárossal, aki a Mississippi delta blues gitárosok művészetébe vezette be. Block végighallgatta a régi albumokat, és megtanulta lejátszani őket. 15 éves korában elhagyta otthonát, hogy megkeresse a még élő bluesóriásokat, köztük Mississippi John Hurtot, Reverend Gary Davist, Son House-ot, és a blues zenészek hagyományos játékstílusa szerint alakította ki a sajátját. Aztán a kaliforniai Berkeley-be költözött, ahol klubokban és kávéházakban játszott.
az 1970-es években még csak közepes sikerrel szerepelt. 1981-ben Rounder Records arra ösztönözte, hogy térjen vissza a klasszikus blueshoz. Attól kezdve sikert sikerre halmozott.
2010-ben – .pdf formátumban – közzétette önéletrajzát (When A Woman Gets The Blues).

## Lemezek
1967: How to Play Blues Guitar

1975: Rory Block

1976: Rory Block (I'm in Love)

1977: Intoxication, So Bitter Sweet

1979: You're the One

1981: High Heeled Blues

1983: Blue Horizon

1984: Rhinestones & Steel

1986: I've Got a Rock in My Sock

1987: Best Blues and Originals

1987: House of Hearts

1990: Color Me Wild (Children's album)

1991: Mama's Blues

1992: Ain't I a Woman

1994: Angel of Mercy (Adult Contemporary Album of the Year)

1994: Women in (E)motion

1995: When a Woman Gets the Blues (1996 Acoustic Blues Album of the Year)

1995: Turning Point

1996: Tornado (1997: Adult Contemporary Album of the Year)

1997: Gone Woman Blues: The Country Blues

1997: The Early Tapes 1975-1976

1998: Confessions Of A Blues Singer (1999 Acoustic Blues Album of the Year)

2002: I'm Every Woman

2003: Last Fair Deal   

2004: Sisters & Brothers (With Eric Bibb and Maria Muldaur)

2005: From the Dust

2006: The Lady and Mr Johnson (2007 Acoustic Blues Album of the Year)

2008: Blues Walkin' Like a Man: A Tribute to Son House

2008: Country Blues Guitar

2011: Shake 'Em on Down: A Tribute to Mississippi

2012: I Belong to the Band

2013: Avalon: A Tribute to Mississippi

2014: Hard Luck Child: A Tribute to Skip James

2016: Keepin' Outta Trouble: A Tribute to Bukka White

2018: A Woman’s Soul: A Tribute to Besse Smith

2020: Prove It On Me

## Díjak
- Hatszor nyerte el a Blues Music Awards-ot: „Traditional Blues Female Artist” (1997, 1998), „Acoustic Blues Album of the Year” (1996, 1999, 2007); 2019: „Acoustic Artist of the Year”
- NAIRD díj: „Best Adult Contemporary Album of the Year”
- 1994: Angel of Mercy (album)
- 1997: Tornado (album)